# فاكوندو كروسبزكي
فاكوندو دانييل كروسبزكي (مواليد 28 يوليو 2002، لاعب كرة قدم إماراتي من أصل أرجنتيني يجيد اللعب في الوسط يلعب مع نادي الوحدة في دوري الخليج العربي الإماراتي.

## مسيرة اللاعب
لعب سابقاً في أرسنال ساراندي ووقع مع نادي الوحدة الإماراتي في مطلع عام 2023 وحصل على الجنسية الإماراتية في عام 2024.

## روابط خارجية
- فاكوندو كروسبزكي على موقع قاعدة بيانات كرة القدم.إي يو (الإنجليزية)
- فاكوندو كروسبزكي على موقع Soccerway.com (الإنجليزية)